# 李楨 (1963年)
李桢（1963年9月23日—），汉族，吉林吉林人，中华人民共和国政治人物、第十二届全国人民代表大会吉林地区代表。
毕业于吉林大学心理学专业，加入中国共产党。2013年，被选为全国人大代表。